# Teispes
Teispes is een kevergeslacht uit de familie van de boktorren (Cerambycidae). De wetenschappelijke naam van het geslacht werd voor het eerst geldig gepubliceerd in 1864 door Thomson.

## Soorten
Teispes is monotypisch en omvat slechts de volgende soort:
- Teispes insularis (Hope, 1842)